# 張焜芳
张焜芳（？—1643年），号九山，浙江绍兴府山阴县人。明朝政治人物。

## 生平
张焜芳在天啓元年（1621年）中辛酉科應天乡试举人，崇祯元年（1628年）登戊辰科進士，擔任福建南平縣知县，有政声，升南京户科给事中。曾上奏責斥幸阉、推崇諫臣、褒獎遗孤十多道奏疏，令小人怨恨，借事重拟，崇祯帝知道其德行，只令改拟。十一年（1638年），他疏荐黄道周、惠世扬、陈子壮等人，并为文震孟请恤，遭崇祯帝斥責他沽名釣譽，又因為彈劾史𡎊被攻擊，降级罢职回鄉。回鄉後他和刘宗周同修证人社，讲学谈经，悠然自得。
崇禎十六年（1643年），得朝廷再次起用，北上到临清時遇上清兵，不屈被害，妻金氏赴井自殺。

## 家族
父张汝为是庠生，早卒，母親陈氏二十四歲守寡，奉养舅姑，抚育二子一女，經常午夜點灯，教女兒纺织、兒子读书，二子张焜芳、张煜芳成年後都成進士，焜芳与女婿商周初登同榜進士，奉旨建坊旌奖節孝。

## 延伸阅读
[在维基数据编辑]
 《明史卷二百九十一》，出自《明史》